# Lycée Marie
Le lycée Marie est un établissement scolaire allemand situé à Jever en Basse-Saxe. Il a été fondé en 1573 par Marie de Jever comme école de latin et accueille aujourd'hui environ 1 500 élèves permanents.
L'école est de nos jours le seul établissement public de formation  générale de la partie nord de l'arrondissement de Frise et forme donc des élèves provenant du Wangerland, ainsi que des villes de Jever et Schortens. Des élèves de l'arrondissement de Wittmund (principalement provenant de Friedeburg) ainsi que de Wilhelmshaven comptent aussi parmi les élèves du lycée Marie.

## Bâtiments

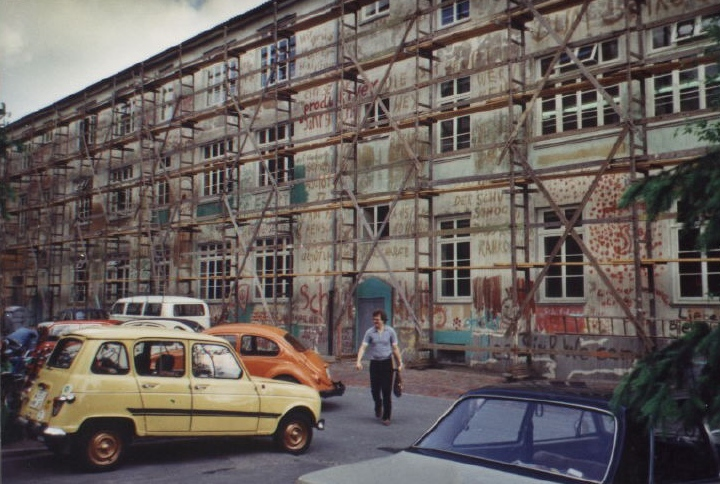
L'actuelle partie réservés aux dernières années à la fin des années 1970.

L'école réunit sur son campus de Jever plusieurs ensembles de bâtiments d'époques différentes. Le plus ancien date de 1900. Une annexe fut érigée en 1957, suivi d'un autre bâtiment reprenant le styler initial en 1969, utilisé aujourd'hui pour les sciences naturelles. En raison du manque de place, on construisit en 1980 le pavillon en structure légère. Ce bâtiment était à l'origine prévu pour durer cinq ans, il fut finalement utilisé jusqu'à l'automne 2005, et démoli en 2006. Les cours des classes supérieures se font en grande partie dans une ancienne caserne historique d'Anhalt-Zerbster, qui se trouve à quelques mètres des autres bâtiments et appartient depuis 1978 à l'école.
Avec la suppression récente des classes d'orientation en Basse-Saxe, le nombre d'élèves est passé de 855 durant l'année scolaire 2003/04 à 1 300 pour l'année 2004/05.

## Bibliothèque
La bibliothèque du lycée possède environ 30 000 livres, soit un chiffre très supérieur à la moyenne allemande, en particulier en ce qui concerne les livres anciens. Elle dispose d'un grand nombre d'ouvrages de valeur datant du XVIe au XVIIIe siècle, ainsi que des éditions originales, des manuscrits et autres écrits. En 2000, les différents éléments de la bibliothèque furent réunis en un seul et même lieu. Elle n'est pas seulement ouverte aux professeurs et étudiants, mais aussi au public. Elle bénéficie du soutien financier d'une fondation qui lui est dédiée.

## Journal étudiant
Le journal étudiant actuel, fondé en 2005 est le Meinungsmonopol.

## Partenariats

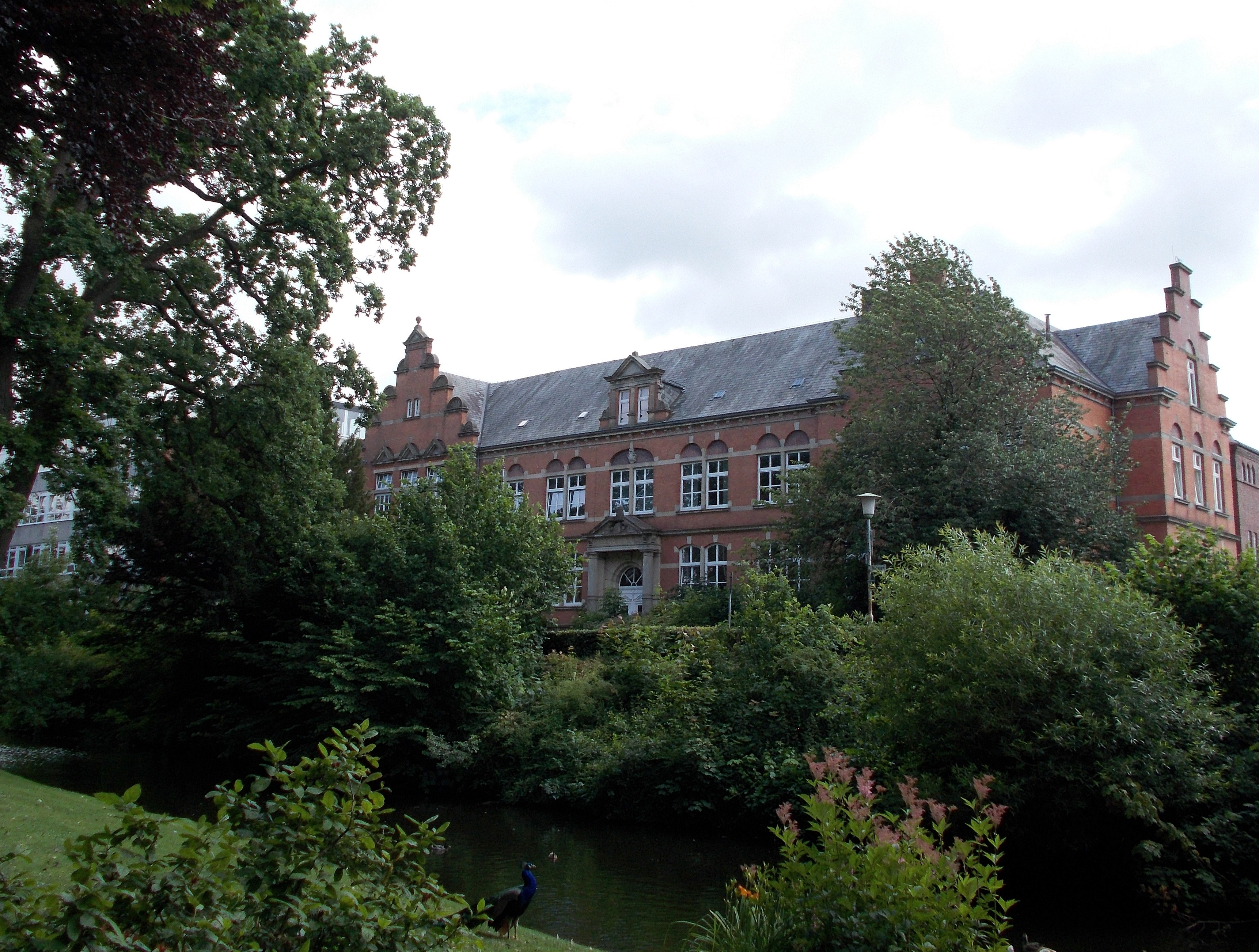
Le bâtiment de l'ancienne caserne.

De nombreux projets et échanges sont réalisés dans le cadre de partenariats avec d'autres établissements d’Allemagne et d’Europe :
- Francisceum de Zerbst, en Saxe-Anhalt
- Gymnázium Trutnov, en Tchéquie
- Le collège Paul-Doumer, à Nort-sur-Erdre en France
- Tycho-Brahe-Skolan, à Helsingborg en Suède
- IX Liceum Ogólnokształcące, à Wrocław en Pologne
- Drachtster Lyceum, aux Pays-Bas

## Anciens élèves et professeurs
- Theodor Ahlrichs (de) (1866-1937), théologien luthérien
- Oswald Andrae (de) (1926-1997), écrivain
- Anton Günther Billich (de) (1599-1640), médecin et écrivain spécialisé en chimiothérapie
- Karl Gottfried Böse (de) (1828-1886), professeur de géographie depuis 1855, auteur d'écrits géographiques
- Peter von Bohlen (de) (1796-1840), orientaliste
- Friedrich Bolte (de) (1860-1940), directeur de l'école de navigation d'Hambourg (de)
- Otto Carnuth (de) (1843-1899), latiniste, directeur de lycée
- Rudolf Drost (de) (1892-1971), ornithologue
- Wilhelm Dürks (de) (1890-1966), pédagogue et chercheur en histoire locale
- Ihno Hayen Fimmen, conseiller supérieur au service du grand-duché d'Oldenbourg, joue un rôle déterminant dans la planification et la construction du canal Hunte-Ems (de), précurseur du canal côtier d'Oldenbourg (de).
- Ernst Hemken (de) (1834-1911), peintre et portraitiste
- Johann Ludwig Hinrichs (de) (1818-1901), maître auxiliaire à Sillenstede et futur cofondateur des baptistes du nord-ouest de l'Allemagne
- Ludwig Klingenberg (de) (1840-1924), architecte
- Ernst Löwenstein (de) (1881-1974), avocat et notaire
- Ludwig Siegfried Meinardus, compositeur
- Johann Friedrich Minssen (de) (1823-1901), linguiste
- Eilhard Mitscherlich, chimiste
- Hans-Wilhelm Müller-Wohlfahrt (de) (né en 1942), médecin du sport
- Alfred Onnen (de) (1904-1966), juriste et député du Bundestag (FDP), maire de Jever
- Ernst Ramdohr (de) (1839-1922), directeur
- Karl Sartorius (de) (1875-1967), ornithologue
- Ludwig Schauenburg (de) (1839-1909), théologien luthérien et historien de l'Église
- Jakob Schipper (de) (1842-1915), philologue et angliciste
- Jonas Schlagowsky (de) (né en 1987), acteur
- Friedrich Christoph Schlosser, historien
- Ulrich Jasper Seetzen, orientaliste
- Dieter Stöckmann (de) (né en 1941), général de l'armée de terre de la Bundeswehr
- Bernd Theilen, homme politique.
- Johann Heinrich von Thünen, mathématicien
- Gerhard Vieth (de) (1763-1836), professeur et pédagogue de gymnastique
- Georg von der Vring, écrivain et traducteur
- Friedrich Wegener (1907-1990), pathologiste, premier descripteur de la granulomatose de Wegener, qui porte son nom.
- Johannes Eduard Folckard Willms (de) (1860-1937), juriste administratif
- Otto Willms (de) (1866-1901), juriste administratif, plus tard maire de Delmenhorst
- Carl Woebcken (de) (1878-1965), théologien, pasteur et historien
- Christian Heinrich Wolke (de) (1741-1825), pédagogue

## Particularités

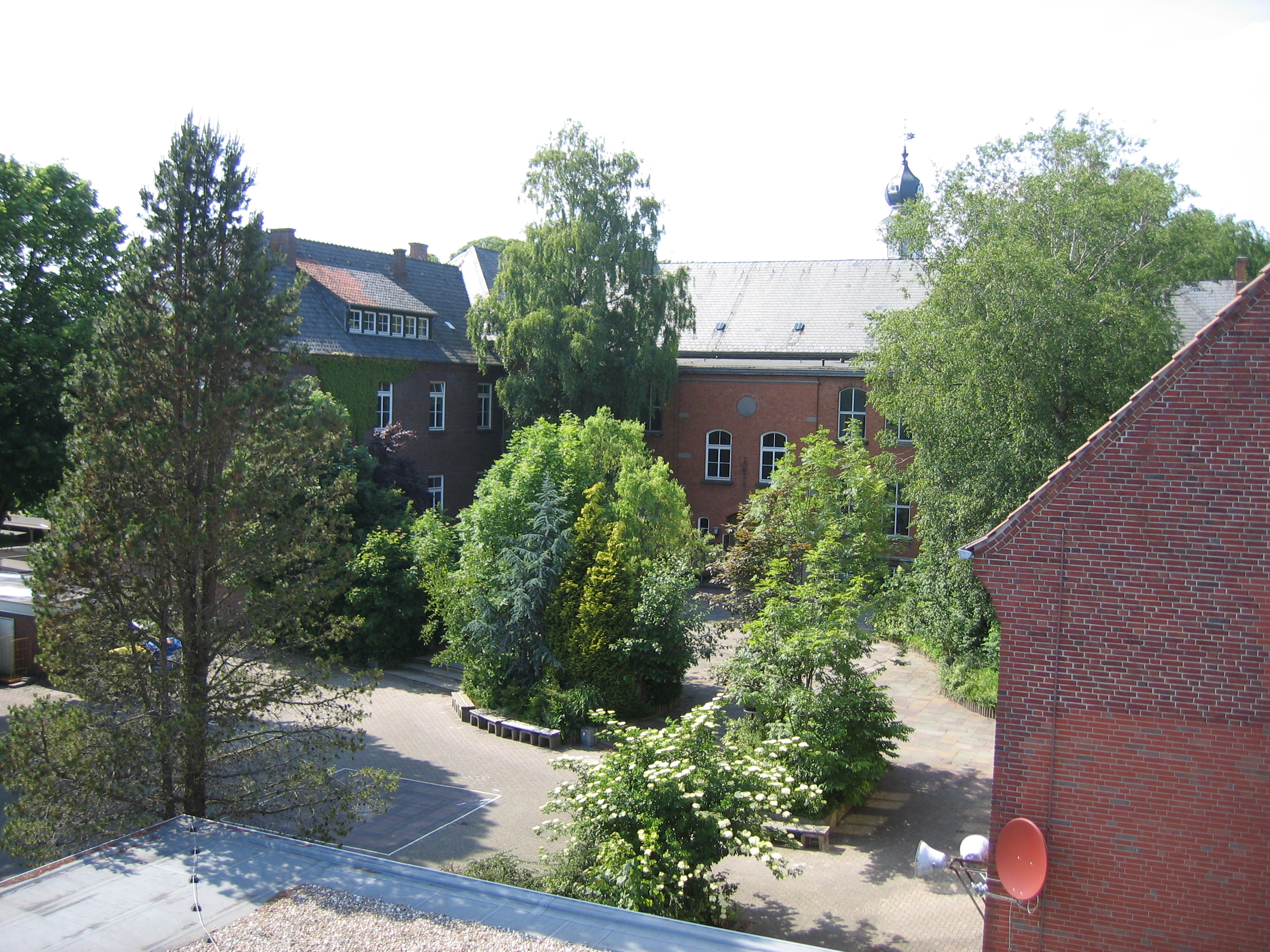
Vue de la cour depuis le toit de la halle de sport.

- Sur le toit du bâtiment consacré aux sciences se trouve un espace spéciale pour l'observation astronomique. Le lycée Marie propose en effet l'astronomie comme matière optionnelle (notée). Lors d'occasions particulières (comme le transit de Vénus en 2004), un télescope est installé dans la cour ;
- Le cours de musique n'a pas lieu dans l'école, mais directement à l'école de musique de Frise, qui est située à 300 mètres de là. En contrepartie, l'école de musique utilise des salles du lycée en dehors des heures de cours ;
- L'espace entre le bâtiment des classes supérieures et le reste du complexe et qui sert de cour de récréation est en fait une voie publique (et est donc utilisée par des pétions et vélos). Il y est toutefois interdit de fumer et les élèves n'ont pas le droit non-plus d'aller plus loin pour le faire.